# Mamadou Bagayoko (football, 1979)
Pour les articles homonymes, voir Mamadou Bagayoko et Bagayoko.
Mamadou Bagayoko, né le 21 mai 1979 à Paris est un footballeur international malien qui évolue au poste d'attaquant.

## Biographie
Après un court passage à l'USL Dunkerque puis au FC Sens, Mamadou Bagayoko rejoint le Racing Club de Strasbourg en 1999. Il prend part à son premier match en équipe première lors d'une rencontre comptant pour la 11e journée de Division 1 face à l'AS Monaco (défaite 3-0) le 16 octobre 1999. Bagayoko reste quatre saisons en Alsace avant de signer à l'AC Ajaccio où il marque 8 buts en 36 matchs toutes compétitions confondues en 2003-2004. Il s'engage ensuite en faveur du FC Nantes.
Après une saison pleine avec les Canaris (7 buts en 30 matchs de Ligue 1), le malien n'entre pas dans les plans du nouvel entraîneur Serge Le Dizet et est prêté successivement à l'OGC Nice puis au club émirati d'Al-Wahda. De retour de prêt, il est régulièrement utilisé et le club nantais retrouve la Ligue 1 la saison suivante.
Le 27 juillet 2009, il signe un contrat de deux saisons en faveur de l'OGC Nice. Aligné à 23 reprises lors de sa première saison avec les Aiglons, il ne prend part qu'à cinq rencontres de championnat en 2010-2011.
Après avoir porté le maillot du club grec de PAS Giannina durant six mois (une seule apparition en championnat), Bagayoko signe un contrat le liant jusqu'en juin 2012 au club anglais de Doncaster Rovers le 23 décembre 2011, le transfert prenant effet le 1er janvier suivant. 
À la fin de la saison 2011-2012, il se retrouve libre de tout contrat. 
Il signe en janvier 2013 à Luzenac.

### Équipe nationale
- Première sélection avec le Mali le 14 octobre 2001 face au Maroc (victoire 2-1).

## Statistiques
| Saison                | Club                  | Championnat           | Championnat | Championnat | Coupe(s) nationale(s) | Coupe(s) nationale(s) | Compétition(s) continentale(s) | Compétition(s) continentale(s) | Compétition(s) continentale(s) | Total | Total |
| Saison                | Club                  | Division              | M.          | B.          | M.                    | B.                    | Comp.                          | M.                             | B.                             | M.    | B.    |
| 1999-2000             | RC Strasbourg         | Division 1            | 11          | 0           | 5                     | 0                     | -                              | -                              | -                              | 16    | 0     |
| 2000-2001             | RC Strasbourg         | Division 1            | 15          | 0           | -                     | -                     | -                              | -                              | -                              | 15    | 0     |
| 2001-2002             | RC Strasbourg         | Division 2            | 21          | 2           | 3                     | 2                     | -                              | -                              | -                              | 24    | 4     |
| 2002-2003             | RC Strasbourg         | Ligue 1               | 17          | 2           | 2                     | 0                     | -                              | -                              | -                              | 19    | 2     |
| 2003-2004             | AC Ajaccio            | Ligue 1               | 34          | 8           | 2                     | 0                     | -                              | -                              | -                              | 36    | 8     |
| 2004-2005             | FC Nantes             | Ligue 1               | 30          | 7           | 3                     | 1                     | CI                             | 3                              | 0                              | 36    | 8     |
| 2005-2006             | OGC Nice (prêt)       | Ligue 1               | 32          | 5           | 6                     | 2                     | -                              | -                              | -                              | 38    | 7     |
| 2006-2007             | Al-Wahda (prêt)       | UAE Pro League        | 29          | 13          | -                     | -                     | LC                             | 2                              | 3                              | 31    | 16    |
| 2007-2008             | FC Nantes             | Ligue 2               | 21          | 10          | 1                     | 0                     | -                              | -                              | -                              | 22    | 10    |
| 2008-2009             | FC Nantes             | Ligue 1               | 26          | 7           | 2                     | 1                     | -                              | -                              | -                              | 28    | 8     |
| 2009-2010             | OGC Nice              | Ligue 1               | 23          | 1           | -                     | -                     | -                              | -                              | -                              | 23    | 1     |
| 2010-2011             | OGC Nice              | Ligue 1               | 5           | 0           | 2                     | 0                     | -                              | -                              | -                              | 7     | 0     |
| 2011-2012             | PAS Giannina          | Superleague           | 1           | 0           | -                     | -                     | -                              | -                              | -                              | 1     | 0     |
| 2011-2012             | Doncaster Rovers      | Championship          | 5           | 2           | 1                     | 0                     | -                              | -                              | -                              | 6     | 2     |
| 2013                  | Luzenac AP            | National              | 1           | 0           | -                     | -                     | -                              | -                              | -                              | 1     | 0     |
| Total sur la carrière | Total sur la carrière | Total sur la carrière | 271         | 57          | 27                    | 6                     | -                              | 5                              | 3                              | 303   | 66    |

## Palmarès
- OGC Nice
  - Finaliste de la Coupe de la Ligue en 2006.